# 杰克·伦敦 (田径运动员)
杰克·愛德華·伦敦（英語：Jack Edward London，1905年1月13日—1966年5月2日），英国男子田径运动员，主攻短跑。他曾代表英国参加1928年夏季奥林匹克运动会田径比赛，获得一枚银牌和一枚铜牌。